# Paul Bornet
Pour les articles homonymes, voir Bornet.
Paul Bornet, né le 11 septembre 1878 à Ranchot et mort le 14 août 1949 à Paris, est un graveur et peintre français.

## Biographie
Paul Bornet est surtout connu comme maître-graveur, notamment sur bois. 
Croix de guerre, il enseigne après 1918 à l'Institut d'esthétique contemporaine, et forme des artistes comme Jean Lébédeff, Gabriel Zendel ou l'Américaine Grace Albee. Travaillant également pour la Banque de France, il grave de nombreux billets de banque destinés entre autres à la Syrie et à la Grèce. Il a aussi collaboré avec les éditions Gallimard, entre autres pour la collection Les peintres français nouveaux.
Il expose au Salon des artistes français de 1897 à 1905 puis à la Société nationale des beaux-arts (1919), au Salon d'automne, au Salon des indépendants ainsi qu'à Genève, Marseille, en Espagne et dans de nombreuses galeries parisiennes. Directeur de l'Institut d'esthétique contemporaine fondé par Marcel-Lenoir, il est membre du jury à l'exposition des arts décoratifs de 1925, où il reçoit un diplôme d'honneur et la médaille d'or.
Il s'est marié le 15 décembre 1919 avec Jacqueline Gabet (1888-1978).
Quelques œuvres sont présentes au catalogue du Département des Estampes et de la Photographie de la Bibliothèque nationale de France.

## Œuvres
Gravure sur bois :
- Billet de banque Syrien (50 piastres)
- Paysage d'après Corot
- Ésope, de Velasquez
- Le Pont-Marie
- La Sieste
- Portrait de madame Bonnet

## Écrits
- De la gravure originale, de la gravure de reproduction en particulier, de quelques vérités générales qui sont des lieux communs qu'on demande l'autorisation de redire[4], Zay, 1914
- Comment on organise une exposition. Comment on la visite. Ce qu'on en doit tirer.[5], Paris, éd. de la revue Soi-même, 1918

## Ouvrages illustrés
- Jean Ajalbert, Sao Van Di, « Bibliothèque de l'Académie Goncourt », Georges Crès, 1922
- Prisma. Revista Internacional De Poesía, vol II, no 3, Barcelone, Editorial Cervantes, juillet 1922
- Jules Renard, L’Écornifleur, « Bibliothèque de l'Académie Goncourt », Georges Crès, 1923
- Augustin, Confessions, Georges Crès, 1923
- Anatole France, Les Dieux ont soif, ill. de Georges Jeanniot gravées par P. Bornet, Le Livre Contemporain, Paris, 1925